# Nazionale di sci alpino degli Stati Uniti
La nazionale di sci alpino degli Stati Uniti è la squadra nazionale che rappresenta gli Stati Uniti d'America in tutte le manifestazioni dello sci alpino, dalle Olimpiadi ai Mondiali, dalla Coppa del Mondo alla Nor-Am Cup.
Raggruppa tutta gli sciatori di nazionalità statunitense selezionati dagli appositi organi ed è posta sotto l'egida della Federazione sciistica degli Stati Uniti; è divisa in una squadra maschile e in una femminile, a loro volta articolate su vari livelli ("Nazionale A" o "di Coppa del Mondo", "Nazionale B" o "di Coppa Europa", ecc.); sono inoltre previste squadre giovanili, che prendono parte ai Mondiali juniores e alle altre manifestazioni internazionali di categoria.

## Storia
È una delle maggiori squadre nazionali di sci, vantando numerosi successi in Coppa del Mondo a partire da Phil Mahre (vincitore di tre CdM consecutive), Bode Miller (vincitore di due CdM) in campo maschile e di Tamara McKinney (vincitrice di una CdM), di Lindsey Vonn (vincitrice di quattro CdM), e di Mikaela Shiffrin (vincitrice di tre Cdm), in campo femminile, nonché di altri atleti di spessore come: Tommy Moe, Daron Rahlves, Steven Nyman, Ted Ligety, Picabo Street, Kristina Koznick e Julia Mancuso.
Buoni anche i successi nei Campionati mondiali di sci alpino e ai Giochi Olimpici Invernali.

## Risultati in Coppa del Mondo

### Uomini
In attività
| Sciatore    | Generale | Discesa libera | Supergigante | Slalom gigante | Slalom speciale | Combinata | Totale |
| ----------- | -------- | -------------- | ------------ | -------------- | --------------- | --------- | ------ |
| Phil Mahre  | 3        | -              | -            | 2              | 1               | -         | 6      |
| Bode Miller | 2        | -              | 2            | 1              | -               | 1         | 6      |
| Ted Ligety  | -        | -              | -            | 5              | -               | -         | 5      |
| Totale      | 5        | 0              | 2            | 8              | 1               | 1         | 17     |

### Donne
In attività
| Sciatrice        | Generale | Discesa libera | Supergigante | Slalom gigante | Slalom speciale | Combinata | Totale |
| ---------------- | -------- | -------------- | ------------ | -------------- | --------------- | --------- | ------ |
| Lindsey Vonn     | 4        | 8              | 5            | -              | -               | 3         | 20     |
| Mikaela Shiffrin | 5        | -              | 1            | 2              | 7               | -         | 15     |
| Tamara McKinney  | 1        | -              | -            | 2              | 1               | -         | 4      |
| Picabo Street    | -        | 2              | -            | -              | -               | -         | 2      |
| Marilyn Cochran  | -        | -              | -            | 1              | -               | -         | 1      |
| Totale           | 9        | 10             | 6            | 4              | 7               | 3         | 39     |

### Sciatori più vincenti
Nella tabella seguente sono riportati gli sciatori statunitensi che hanno vinto almeno 5 gare in Coppa del Mondo.
     In attività
| # | Atleta        | Vittorie | Specialità | Specialità | Specialità | Specialità | Specialità | Specialità | Podi |
| # | Atleta        | Vittorie | DH         | SG         | GS         | SL         | KB         | PR         | Podi |
| - | ------------- | -------- | ---------- | ---------- | ---------- | ---------- | ---------- | ---------- | ---- |
| 1 | Bode Miller   | 33       | 8          | 5          | 9          | 5          | 6          | -          | 79   |
| 2 | Phil Mahre    | 27       | -          | -          | 7          | 9          | 11         | 2          | 69   |
| 3 | Ted Ligety    | 25       | -          | -          | 24         | -          | 1          | -          | 52   |
| 4 | Daron Rahlves | 12       | 9          | 3          | -          | -          | -          | -          | 28   |
| 5 | Steve Mahre   | 9        | -          | -          | 2          | 6          | 1          | -          | 21   |

### Sciatrici più vincenti
Nella tabella seguente sono riportati le sciatrici statunitensi che hanno vinto almeno 5 gare in Coppa del Mondo. Sono statunitensi le due sciatrici più vincenti nella storia della Coppa del Mondo: Lindsey Vonn e Mikaela Shiffrin.
     In attività
| # | Atleta           | Vittorie | Specialità | Specialità | Specialità | Specialità | Specialità | Specialità | Podi |
| # | Atleta           | Vittorie | DH         | SG         | GS         | SL         | KB         | PR         | Podi |
| - | ---------------- | -------- | ---------- | ---------- | ---------- | ---------- | ---------- | ---------- | ---- |
| 1 | Mikaela Shiffrin | 88       | 3          | 5          | 21         | 53         | 1          | 5          | 138  |
| 2 | Lindsey Vonn     | 82       | 43         | 28         | 4          | 2          | 5          | -          | 137  |
| 3 | Tamara McKinney  | 18       | -          | -          | 9          | 9          | -          | (2)        | 45   |
| 4 | Picabo Street    | 9        | 9          | -          | -          | -          | -          | -          | 17   |
| 5 | Julia Mancuso    | 7        | 3          | 2          | -          | -          | 1          | 1          | 36   |
| 6 | Kristina Koznick | 6        | -          | -          | -          | 6          | -          | -          | 20   |
| 6 | Cindy Nelson     | 6        | 3          | 1          | 1          | -          | 1          | -          | 26   |
| 7 | Christin Cooper  | 5        | -          | -          | 1          | 2          | 2          | -          | 26   |
| 7 | Kiki Cutter      | 5        | -          | -          | 1          | 4          | -          | -          | 12   |

## Risultati ai Mondiali
Nella tabella seguente sono riportate le medaglie vinte dagli Stati Uniti nelle varie edizioni dei Campionati mondiali di sci alpino.
| Anno   | Luogo                          | Paese       | Oro | Argento | Bronzo | Totale |
| ------ | ------------------------------ | ----------- | --- | ------- | ------ | ------ |
| 1931   | Mürren                         | Svizzera    | -   | -       | -      | -      |
| 1932   | Cortina d'Ampezzo              | Italia      | -   | -       | -      | -      |
| 1933   | Innsbruck                      | Austria     | -   | -       | -      | -      |
| 1934   | Sankt Moritz                   | Svizzera    | -   | -       | -      | -      |
| 1935   | Mürren                         | Svizzera    | -   | -       | -      | -      |
| 1936   | Innsbruck                      | Austria     | -   | -       | -      | -      |
| 1937   | Chamonix                       | Francia     | -   | -       | -      | -      |
| 1938   | Engelberg                      | Svizzera    | -   | -       | -      | -      |
| 1939   | Zakopane                       | Polonia     | -   | -       | -      | -      |
| 1939   | Sankt Moritz                   | Svizzera    | 1   | 1       | -      | 2      |
| 1950   | Aspen                          | Stati Uniti | -   | -       | -      | -      |
| 1952   | Oslo                           | Norvegia    | 2   | -       | -      | 2      |
| 1954   | Åre                            | Svezia      | -   | -       | 1      | 1      |
| 1956   | Cortina d'Ampezzo              | Italia      | -   | -       | -      | -      |
| 1958   | Bad Gastein                    | Austria     | -   | 1       | -      | 1      |
| 1960   | Squaw Valley                   | Stati Uniti | -   | 3       | -      | 3      |
| 1962   | Chamonix                       | Francia     | -   | -       | 2      | 2      |
| 1964   | Innsbruck                      | Austria     | -   | 2       | 3      | 5      |
| 1966   | Portillo                       | Cile        | -   | -       | 1      | 1      |
| 1968   | Grenoble                       | Francia     | -   | -       | -      | -      |
| 1970   | Val Gardena                    | Italia      | 1   | 1       | 2      | 4      |
| 1972   | Sapporo                        | Giappone    | 1   | -       | 1      | 2      |
| 1974   | Sankt Moritz                   | Svizzera    | -   | -       | -      | -      |
| 1976   | Innsbruck                      | Austria     | -   | -       | 2      | -      |
| 1978   | Garmisch-Partenkirchen         | Germania    | -   | -       | 1      | 1      |
| 1980   | Lake Placid                    | Stati Uniti | 1   | 2       | -      | 3      |
| 1982   | Schladming                     | Austria     | 1   | 3       | 1      | 5      |
| 1985   | Bormio                         | Italia      | 1   | -       | 3      | 4      |
| 1987   | Crans-Montana                  | Svizzera    | -   | -       | 1      | 1      |
| 1989   | Vail                           | Stati Uniti | 1   | -       | 1      | 2      |
| 1991   | Saalbach-Hinterglemm           | Austria     | -   | -       | -      | -      |
| 1993   | Morioka                        | Giappone    | -   | 2       | 1      | 3      |
| 1996   | Sierra Nevada                  | Spagna      | 1   | -       | 2      | 3      |
| 1997   | Sestriere                      | Italia      | 1   | -       | -      | 1      |
| 1999   | Vail/Beaver Creek              | Stati Uniti | -   | -       | -      | -      |
| 2001   | Sankt Anton am Arlberg         | Austria     | 1   | -       | -      | -      |
| 2003   | Sankt Moritz                   | Svizzera    | 2   | 2       | 2      | 6      |
| 2005   | Bormio/Santa Caterina Valfurva | Italia      | 2   | 1       | 3      | 6      |
| 2007   | Åre                            | Svezia      | -   | 3       | -      | 3      |
| 2009   | Val-d'Isère                    | Francia     | 2   | -       | 1      | 3      |
| 2011   | Garmisch-Partenkirchen         | Germania    | 1   | 2       | -      | 3      |
| 2013   | Schladming                     | Austria     | 4   | -       | 1      | 5      |
| 2015   | Vail/Beaver Creek              | Stati Uniti | 2   | 1       | 2      | 5      |
| 2017   | Sankt Moritz                   | Svizzera    | 1   | 1       | 1      | 3      |
| 2019   | Åre                            | Svezia      | 2   | -       | 2      | 4      |
| 2021   | Cortina d'Ampezzo              | Italia      | 1   | 1       | 2      | 4      |
| 2023   | Courchevel/Méribel             | Francia     | 2   | 2       | -      | 4      |
| Totale | Totale                         | Totale      | 31  | 28      | 36     | 95     |

## Risultati alle Olimpiadi
Nella tabella seguente sono riportate le medaglie vinte dagli Stati Uniti nello sci alpino alle varie edizioni dei Giochi olimpici invernali. 
| Anno   | Luogo                  | Paese         | Oro | Argento | Bronzo | Totale |
| ------ | ---------------------- | ------------- | --- | ------- | ------ | ------ |
| 1936   | Garmisch-Partenkirchen | Germania      | -   | -       | -      | -      |
| 1948   | Sankt Moritz           | Svizzera      | 1   | 1       | -      | 2      |
| 1952   | Oslo                   | Norvegia      | 2   | -       | -      | 2      |
| 1956   | Cortina d'Ampezzo      | Italia        | -   | -       | -      | -      |
| 1960   | Squaw Valley           | Stati Uniti   | -   | 3       | -      | 3      |
| 1964   | Innsbruck              | Austria       | -   | 2       | 2      | 4      |
| 1968   | Grenoble               | Francia       | -   | -       | -      | -      |
| 1972   | Sapporo                | Giappone      | 1   | -       | 1      | 2      |
| 1976   | Innsbruck              | Austria       | -   | -       | 1      | 1      |
| 1980   | Lake Placid            | Stati Uniti   | -   | 1       | -      | 1      |
| 1984   | Sarajevo               | Jugoslavia    | 3   | 2       | -      | 5      |
| 1988   | Calgary                | Canada        | -   | -       | -      | -      |
| 1992   | Albertville            | Francia       | -   | 2       | -      | 2      |
| 1994   | Lillehammer            | Norvegia      | 2   | 2       | -      | 4      |
| 1998   | Nagano                 | Giappone      | 1   | -       | -      | 1      |
| 2002   | Salt Lake City         | Stati Uniti   | -   | 2       | -      | 2      |
| 2006   | Torino                 | Italia        | 2   | -       | -      | 2      |
| 2010   | Vancouver              | Canada        | 2   | 3       | 3      | 8      |
| 2014   | Soči                   | Russia        | 2   | 1       | 2      | 5      |
| 2018   | Pyeongchang            | Corea del Sud | 1   | 1       | 1      | 3      |
| 2022   | Pechino                | Cina          | -   | 1       | -      | 1      |
| Totale | Totale                 | Totale        | 17  | 21      | 10     | 47     |